# (450) Brigitta
(450) Brigitta es un asteroide perteneciente al cinturón de asteroides descubierto el 10 de octubre de 1899 por Friedrich Karl Arnold Schwassmann y Maximilian Franz Wolf desde el observatorio de Heidelberg-Königstuhl, Alemania.
Se desconoce la razón del nombre.
Forma parte de la familia asteroidal de Eos.